# Hans Egede
Pour les articles homonymes, voir Egede.
Hans Egede est un missionnaire danois né le 31 janvier 1686 à Harstad et mort le 5 novembre 1758 à Falster. Surnommé « l'Apôtre du Groenland », il est l'un des premiers traducteurs de la langue groenlandaise.

## Biographie
Egede était évangélisateur sur les îles Lofoten lorsqu'il entendit les histoires de la colonisation du Groenland par les Vikings. La Norvège étant sous la souveraineté danoise, en mai 1721, il demanda au roi du Danemark Frédéric IV la permission de partir à la recherche de cette colonie et d'y établir une mission, présumant qu'ils étaient soit restés catholiques, soit avaient perdu la foi. Le roi approuva, notamment dans le but de rétablir la souveraineté danoise sur l'île.
Egede arriva sur la côte ouest le 3 juillet. Il y avait plus de 300 ans qu'aucune nouvelle du Groenland n'était parvenue en Europe et il ne trouva aucun survivant dans les anciennes colonies vikings. Il trouva en revanche les Inuits et commença son activité missionnaire auprès d'eux. Il étudia la langue groenlandaise et traduisit des textes chrétiens, ce qui nécessita une certaine imagination de sa part.
Il fonda Godthåb (aujourd'hui Nuuk), qui signifie « Bonne espérance », en pensant au futur succès de sa mission évangélique auprès des autochtones.
Après la fondation de la première ville groenlandaise, qui allait devenir plus tard la capitale du territoire, il lança la colonisation danoise du Groenland, ainsi que sa conversion au christianisme. En 1724, il baptisa les premiers enfants. Le nouveau roi, Christian VI de Danemark, rappela tous les Européens du Groenland en 1730. Mais Egede resta, malgré cela, encouragé par sa femme Gertrud. 
Il rédigea Det gamle Grønlands nye Perlustration (« Le vieux Groenland nouvelle exploration »), qui parut en 1729 et fut traduit dans de nombreuses langues, dont en français par Jean-Baptiste Des Roches de Parthenay, sous le titre Description et histoire naturelle du Groenland, paru en 1763.
En 1733, les Frères moraves furent autorisés à s'établir à Nye-Hernhut, à l'emplacement du Vieux-Nuuk. En 1734, une épidémie de variole éclata et se répandit parmi les Inuits. Hans Egede laissa alors son fils Paul au Groenland et rentra au Danemark le 9 août 1736 pour y enterrer son épouse Gertrud Rask, victime de la maladie. Cinq ans plus tard, il fut nommé évêque du Groenland. De retour dans l'île, il établit un catéchisme à l'usage des Inuits en 1747. 
Il mourut onze ans plus tard au Danemark.

## Hommages

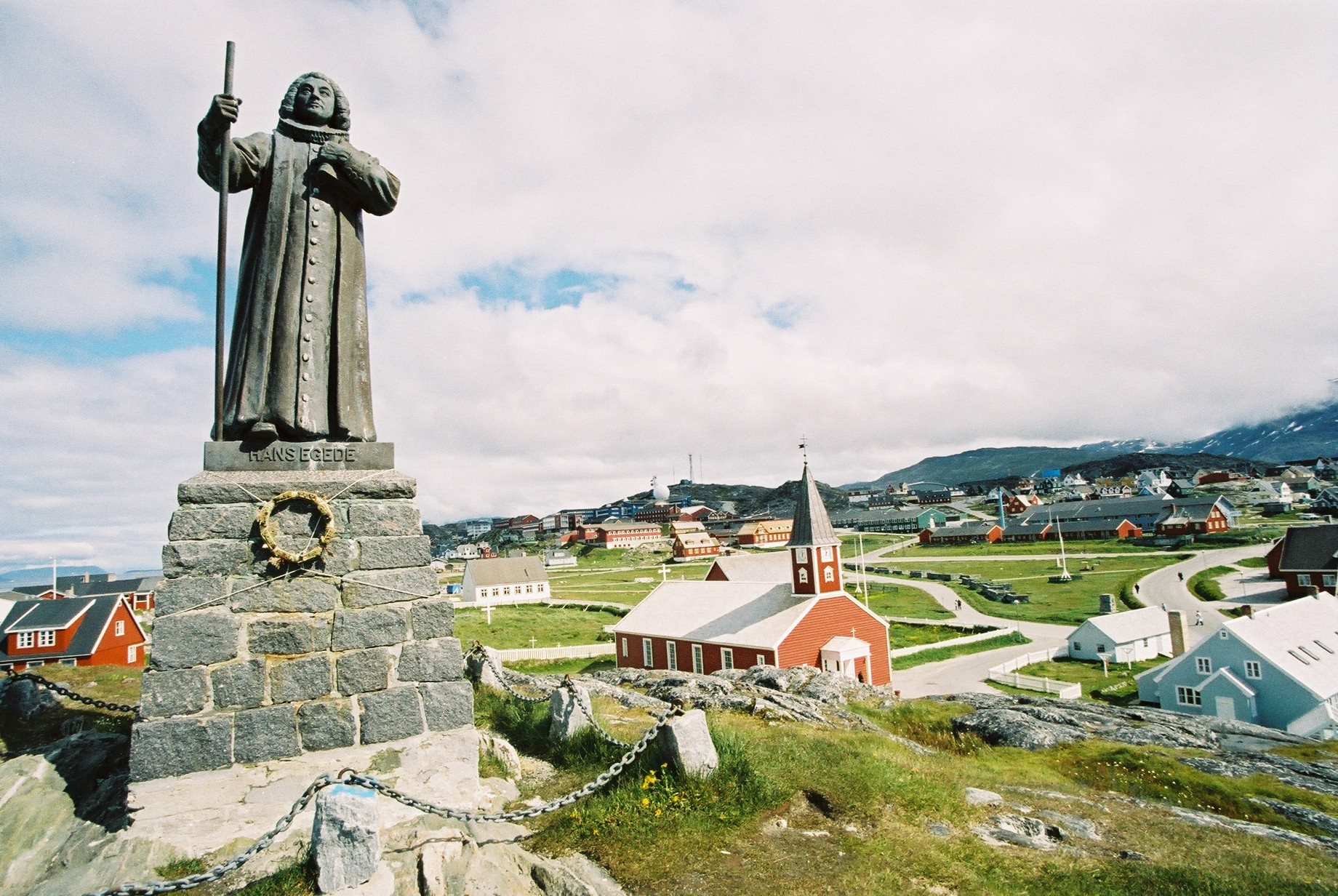
Statue de Hans Egede à Nuuk.

- Une statue le représentant a été élevée sur une colline  à Nuuk, la capitale groenlandaise, à proximité de la cathédrale luthérienne.
- Une église de Nuuk porte également son nom.
- La médaille Hans Egede, instituée depuis 1916, porte son nom.
- Une statue le représentant a été érigée au pied de l'église de Vågan (en), à Kabelvåg, près de Svolvær.

## Dans la littérature
Il est un des personnages principaux de L'Homme rouge et l'homme en noir (2018) de l'auteur danois Kim Leine, qui raconte le début de la seconde colonisation scandinave dans les années 1721-1735.